# Fertőd
Fertőd é uma cidade da Hungria, situada no condado de Győr-Moson-Sopron. Tem 48,55 km² de área e sua população em 2019 foi estimada em 3.360 habitantes.